# Гюнай Гювенч
Гюнай Гювенч (тур. Günay Güvenç; нар. 25 червня 1991, Новий Ульм) — турецький футболіст, воротар клубу «Галатасарай». Виступав також за клуб «Бешикташ», та за низку інших турецьких і німецьких клубів. Дворазовий чемпіон Туреччини. Володар Суперкубка Туреччини.

## Клубна кар'єра
Гюнай Гювенч народився 1991 року в німецькому місті Новий Ульм. Займався в юнацьких командах футбольних клубів «Ульм 1846» та «Штутгартер Кікерс». У 2009 році футболіст дебютував у другій команді клубу «Штутгартер Кікерс», а за рік дебютував у першій команді клубу. У 2013 році Гювенч перебрався на історичну батьківщину, де став гравцем клубу «Бешикташ». Щоправда в основному складі одного із стамбульських грандів уродженець Німеччини не закріпився, і керівництво клубу в 2014 році віддавало воротаря в оренду до турецьких клубів «Аданаспор» та «Мерсін Ідманюрду». У кінці 2014 року Гювенч повернувся до «Бешикташа», проте основним воротарем у команді так і не став, хоча й здобув у складі команди титул чемпіона Туреччини.
У 2016 році футболіст перейшов до клубу «Гезтепе», де зумів стати основним воротарем. У 2018 році Гювенч перейшов до клубу «Газіантеп», де також тривалий час був основним стражем воріт. У 2023 році керівництво клубу віддало воротаря в піврічну оренду до клубу «Касимпаша».
З другої половини 2023 року Гюнай Гювенч грає в складі клубу «Галатасарай», де став запасним воротарем. Станом на 12 листопада 2024 року відіграв за стамбульську команду лише 2 матчі в національному чемпіонаті, проте в складі футболіст удруге став чемпіоном Туреччини, а також і володарем Суперкубка Туреччини.

## Виступи за збірну
З 2013 по 2014 рік Гюнай Гювенч захищав кольори олімпійської збірної Туреччини. У складі цієї команди провів 4 матчі, пропустив 8 голів.

## Титули і досягнення
- Чемпіон Туреччини (3):

«Бешикташ»: 2015–2016
«Галатасарай»: 2023–2024, 2024–2025
- Володар Суперкубка Туреччини (1):

«Галатасарай»: 2023
- Володар Кубка Туреччини (1):

«Галатасарай»: 2024–2025